# Diplazon marakwetensis
Diplazon marakwetensis är en stekelart som först beskrevs av André Seyrig 1935.  Diplazon marakwetensis ingår i släktet Diplazon och familjen brokparasitsteklar. Inga underarter finns listade i Catalogue of Life.